# 原傑
原傑（げん けつ、1417年 - 1477年）は、明代の官僚。字は子英。本貫は沢州陽城県。

## 生涯
1445年（正統10年）、進士に及第した。1447年（正統12年）、南京御史に任じられた。まもなく北京御史に転じた。巡按江西をつとめ、盗賊や汚官を捕らえて処断した。また巡按順天諸府をつとめた。洪水が起こり、官馬を放牧していた者が秣に乏しくなって、多くの馬を死なせてしまった。官は牧者に補償を求めたが、原傑はこれを免除するよう請願した。開中法により米を塩商人に運ばせて飢饉の振恤にあてるよう求めると、景泰帝は原傑の意見を聞き入れた。1456年（景泰7年）、原傑は江西按察使に抜擢された。寧王朱奠培の淫乱の事件を暴き、その護衛を交代させた。1461年（天順5年）、山東左布政使に転じた。
1466年（成化2年）、原傑は右副都御史に任じられ、巡撫山東をつとめた。凶作にあって振恤をおこない、流民の発生を防いだ。1469年（成化5年）、北京に召還されて戸部左侍郎となった。江西で反乱が起こると、原傑は現地に赴いて、600人あまりを捕らえて処刑し、残余を解散させた。左副都御史に転じ、北京に召還されて都察院の事務を補佐した。
ときに荊州・襄陽に数十万人の流民が発生して、社会不安を引き起こしていた。1476年（成化12年）、原傑は巡撫として荊州・襄陽に出向するよう命じられた。11万3000戸、43万8000人あまりを戸籍に登録させた。襄陽府に属していた鄖県に鄖陽府を新設した。帰還にあたっては御史の呉道宏を自らの代任に推薦した。11月、功績により右都御史に進んだ。
1477年（成化13年）4月、原傑は南京兵部尚書に任じられた。原傑は上疏して辞退したが、許可されなかった。6月丙申、南陽で死去した。享年は61。太子太保の位を追贈された。諡は襄敏といった。
子に原宗敏があった。